# Bright Side of the Road
"Bright Side of the Road" is een nummer van de Noord-Ierse singer-songwriter Van Morrison. Het nummer verscheen op zijn album Into the Music uit 1979. Op 21 september van dat jaar werd het nummer uitgebracht als de eerste single van het album.

## Achtergrond
"Bright Side of the Road" is geschreven en geproduceerd door Morrison. Het werd in de lente van 1979 opgenomen in de Record Plant in New York. Op het nummer zijn onder meer Pee Wee Ellis en Mark Isham te horen als muzikanten, en is Katie Kissoon te horen als achtergrondzangeres. Het is geschreven als antwoordlied op "The Dark End of the Street" van James Carr. Een alternatieve versie van het nummer is te horen op het compilatiealbum The Philosopher's Stone uit 1998.
"Bright Side of the Road" werd geen grote hit, maar bereikte toch een aantal hitlijsten. In het Verenigd Koninkrijk kwam het tot plaats 63 in de hitlijsten. In Nederland werd de Top 40 weliswaar niet gehaald, maar kwam het wel tot de zeventiende plaats in de Tipparade. Tevens stond het in de week van 13 oktober 1979 eenmalig in de Nationale Hitparade op plaats 48. Het nummer is gecoverd door vele artiesten, waaronder door Shakira in 2009 op het eerste inauguratiebal van president Barack Obama.

## NPO Radio 2 Top 2000
| Nummer met noteringen in de NPO Radio 2 Top 2000 | '99  | '00  | '01 | '02 | '03 | '04 | '05 | '06 | '07 | '08 | '09 | '10 | '11 | '12  | '13  | '14  | '15  | '16  | '17  |
| ------------------------------------------------ | ---- | ---- | --- | --- | --- | --- | --- | --- | --- | --- | --- | --- | --- | ---- | ---- | ---- | ---- | ---- | ---- |
| Bright Side of the Road                          | 1071 | 2000 | 727 | 616 | 744 | 795 | 910 | 711 | 773 | 739 | 802 | 791 | 937 | 1062 | 1120 | 1228 | 1452 | 1856 | 1883 |

1. ↑  Een vetgedrukt getal geeft de hoogste notering aan.
2. ↑  Deze tabel is bijgewerkt tot en met de laatste editie (2024).